# Benito Osorio Villadiego
Benito Antonio Osorio Villadiego (San Pelayo, siglo XX) es un terrateniente y político colombiano, que se desempeñó como Gobernador del Departamento de Córdoba. 

## Biografía
Nacido en el municipio de San Pelayo, estudió zootecnia y medicina veterinaria en la Universidad de Córdoba.
Fue concejal de Cereté entre 1992 y 1994, por el Partido Conservador, y Secretario de Gobierno del Departamento de Córdoba durante el mandato de Carlos Buelvas Aldana como gobernador, específicamente entre 1955 y 1996. Así mismo, se desempeñó como Secretario de Agricultura. Fue precandidato a Gobernador de Córdoba en 2000 y 2003.
En 1997 se convirtió en gerente del Fondo Ganadero de Córdoba. Gerenció esa entidad hasta abril de 2007. Durante este tiempo presuntamente ayudó a paramilitares a hacerse de manera ilegal con el control de grandes extensiones de tierras en Córdoba, que pertenecían a más de 100 familias. Las tierras habrían sido adquiridas por el Fondo Ganadero de manera irregular.
El 28 de diciembre de 2007 fue nombrado como Gobernador de Córdoba por parte del presidente Álvaro Uribe, ya que la gobernadora electa, Marta Sáenz, estaba inhabilitada para asumir el cargo por cuenta de una demanda. Asumió el puesto el 1 de enero de 2008 y su gobierno resultó efímero, pues renunció el 18 de enero, después de la revista Cambio publicara un informe sobre sus vínculos con el paramilitarismo. Tras renunciar, se dio a la fuga y fue reemplazado por Liliana Bittar Castilla.
En marzo de 2011 se entregó a la justicia después de que un fiscal de la Unidad de Antiterrorismo ordenara su captura. En noviembre del mismo año, un juez lo dejó libre; en respuesta, el gobierno presentó nuevas pruebas en contra de Osorio y este fue detenido tras entregarse en marzo de 2012. En octubre del mismo año se volvió a suspender el proceso. Durante el tiempo en que estuvo capturado señaló al presidente de la Federación Nacional de Ganaderos, José Félix Lafaurie, de ser el intemediario entre el paramilitar Salvatore Mancuso y el ministro del Interior Sabas Pretelt, quienes se habrían contactado para lograr la elección de Mario Iguarán como fiscal general de Colombia.
El 31 de mayo de 2014 la Fiscalía ordenó su captura, que se hizo efectiva el 8 de junio del mismo año en Cereté. En octubre de 2014 se declaró culpable del despojo y el 30 de abril de 2015 fue condenado a 19 años de prisión.